# برونو مازا
برونو مازا (به ایتالیایی: Bruno Mazza) بازیکن فوتبال و اهل ایتالیا است که از سال ۱۹۵۳ میلادی عضو تیم ملی فوتبال ایتالیا بوده و در ۱ بازی ملی حضور داشته‌است. او در بازی‌های ملی‌اش گلی به ثمر نرساند.
برونو مازا آخرین بازی ملی خود را در سال ۱۹۵۳ میلادی انجام داد.